# Ofegaments a Nantes
Els ofegaments de Nantes són un episodi del Terror que va tenir lloc entre novembre de 1793 i febrer de 1794 a Nantes. Durant aquest breu període, milers de persones, sospitoses als ulls de la Primera República Francesa (presos polítics, presos de guerra, presos de dret, gent de l'Església, etc. i les seves famílies), van ser ofegades al Loira per ordre de Jean-Baptiste Carrier. Aquestes víctimes moriren així d'una manera que Carrier anomena el "Torrent Revolucionari" o la "banyera nacional".

## Situació
Nantes va ser assetjada per tots els flagells que comporta una guerra civil. No es poden negar les amenaces epidèmiques i les dificultats alimentàries. Alimentar més de deu mil presos representa una càrrega per a Nantes. Jean-Baptiste Carrier volia proveir primer l'exèrcit sota el seu comandament i després aprovisionar la ciutat.

## Por a l'epidèmia
La por a l'epidèmia de tifus es va plantejar per justificar la decisió d'aïllar els presoners a la presó de l'"Entrepôt des cafés" i després als vaixells fondejats al port de Nantes; va servir de pretext per buidar les presons del centre de la ciutat. Les pèrdues registrades en el personal de vigilància, la professió mèdica, les infermeres, fins i tot els jutges, van sembrar la por entre els líders revolucionaris, la por a perdre el seu avantatge, i els van incitar a pitjor. En lloc de morir de malaltia amb els seus presos polítics, van preferir massacrar-los.

## Les conferències del 4 al 5 de desembre de 1793 (14 i 15 de Frimaire any II)
La tarda del 4 de desembre de 1793, Jean-Baptiste Carrier, els principals membres del Comitè Revolucionari de Nantes, François Louis Phelippes-Tronjolly i els seus col·legues, Julien Minée pel departament, Renard pel municipi, representants de Vincent-la- muntanya, es reuneixen i decideixen formar un jurat encarregat d'elaborar una llista de persones proscrites. El 5 de desembre de 1793 es van anotar més de tres-cents noms. Només queda ordenar l'execució.
Per fer-ho, Carrier imagina un procés radical. Indicarà en la seva súplica que els malalts deixats pels Vendéans a Château-Gontier l'octubre de 1793 ja s'havien ofegat a Mayenne. Va replicar així aquest procés a Nantes anomenat «deportació vertical» o «baptisme patriòtic»: va fer embarcar els condemnats en vaixells de fons pla que van ser enfonsats al mig del Loira, prop de Chantenay. Les execucions tenien lloc de nit per a una major discreció, però els cossos suren a la superfície davant dels nantesos. Aquestes massacres van deixar rastres d'horror a la memòria de tothom de l'època.

## Identitat dels ofegadors
Es divideixen en dos grups:
- La Companyia Marat era un dels exèrcits revolucionaris sorgits l'any 1793, durant la Revolució Francesa. Creat per decisió del comitè revolucionari de Nantes del 14 d'octubre de 1793 i adscrit a aquest comitè, s'encarregava de les missions de vigilància i repressió a la regió de Nantes durant la guerra de Vendée.
- Guillaume Lamberty i els seus homes.

## Ofegaments

### Primer ofegament

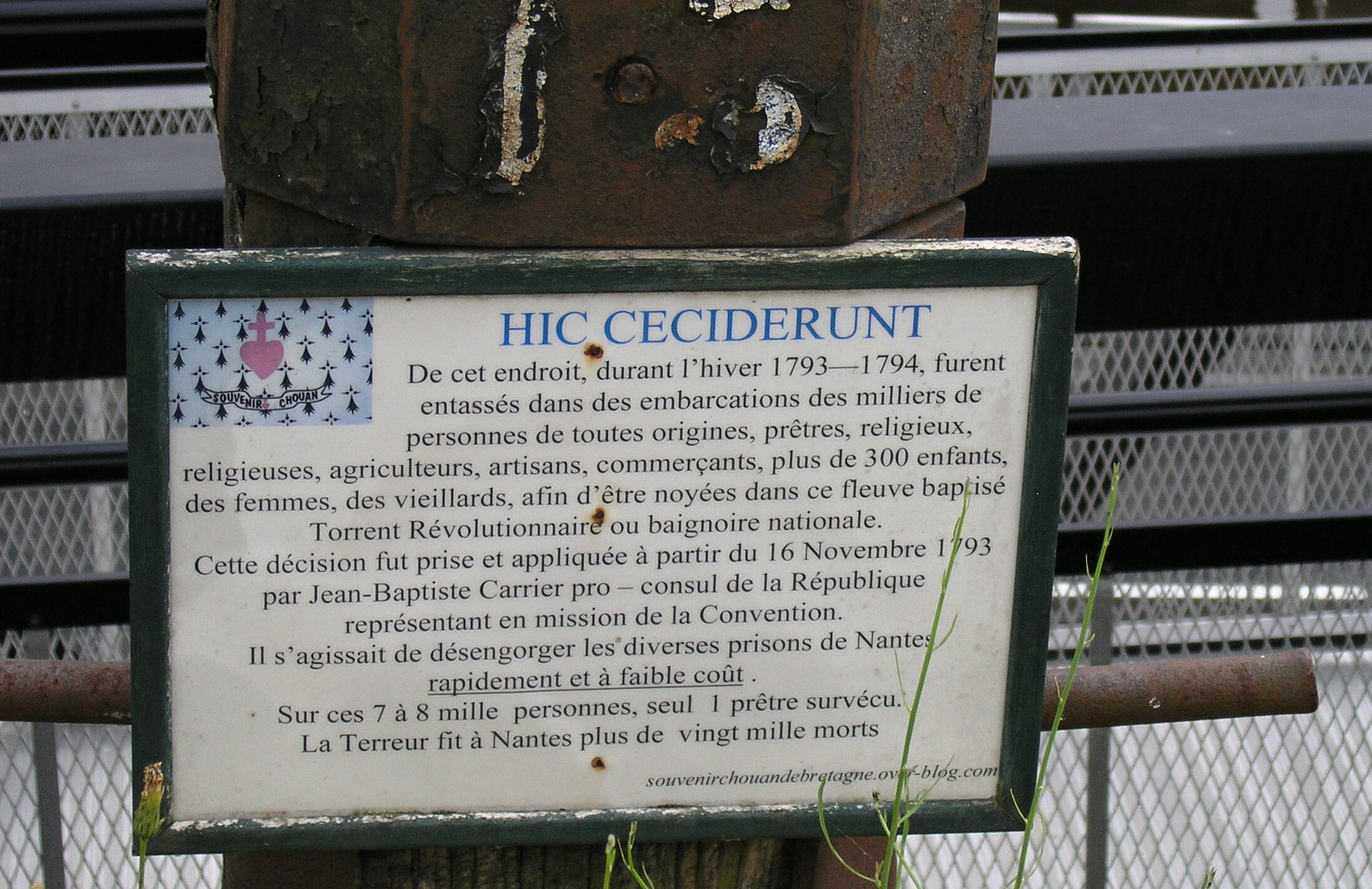
Placa commemorativa, situada al Quai de la Fosse, al pontó de Belem aigües avall del pont Anne-de-Bretagne.

Els sacerdots refractaris van ser dels primers presoners detinguts a Nantes. Els atrapats al departament van ser tancats primer al convent de Saint-Clément, després als Carmelites. El 5 de juliol van ser enviats a Chantenay en un pontó, La Thérèse, on les condicions de detenció eren terribles per la calor. La majoria dels sacerdots van ser traslladats el 19 de juliol o el 6 d'agost al convent dels Petits-Capucins i a l'Ermita, on les condicions de detenció eren més suportables. Però el 25 d'octubre, per ordre del Comitè Revolucionari de Nantes, tots els sacerdots dels Petits-Capucins van ser enviats de nou a un pontó, al vaixell La Gloire fondejat a La Sécherie.
La nit del 17 de novembre, un grup de revolucionaris comandats per l'ajudant general Guillaume Lamberty i Fouquet van venir a establir un cos de guàrdia a La Sécherie, a la posada de la dona Pichot; aquesta darrera, segons el seu testimoni, els va veure portar un avet o barcassa en la qual els fusters feien obertures, sense saber-ne l'ús, segons l'informe que els van fer; que això li feia creure que era per ofegar els sacerdots, que efectivament i eren.
Al voltant de 90 sacerdots van morir en el primer ofegament. No obstant això, hi va haver tres supervivents que van ser acollits per mariners de l'Imposant que els van donar brandi per escalfar-los. Informat, el Comitè Revolucionari va ordenar al capità Lafloury, comandant del vaixell, que els tres sacerdots els traslladessin a un galiot neerlandès el 19 de novembre, segons Fourier, director de l'hospici revolucionari "Aquests sacerdots van ser re capturats i ofegats l'endemà, el fet va ser certificat per Foucault, que va ser present a l'ofegament. Julien Landeau, rector de Saint-Lyphard, va aconseguir fugir i va tornar a la seva parròquia on va viure amagat fins al 1795. Va ser l'únic supervivent del primer dels ofegaments de Nantes. El 17 de novembre, Carrier va informar a la Convenció Nacional sobre l'operació en termes velats:
| « | "Un esdeveniment de nou tipus sembla haver volgut reduir el nombre de sacerdots; 90 dels que anomenem refractaris estaven confinats en un vaixell al Loira. Acabo de saber, i la notícia és ben segura, que tots van morir al riu. | » |

### Segon ofegament
El segon ofegament de sacerdots va ser novament obra de Guillaume Lamberty. Diversos homes de la companyia Marat dirigida per Foucauld van robar metòdicament els 58 sacerdots que havien arribat d'Angers. Els sacerdots són traslladats a una barcassa especialment equipada i portats lluny del port, fins a l'entrada de la ria on són submergits. Aquesta vegada no hi ha supervivents.

### Tercer ofegament conegut com a Bouffay

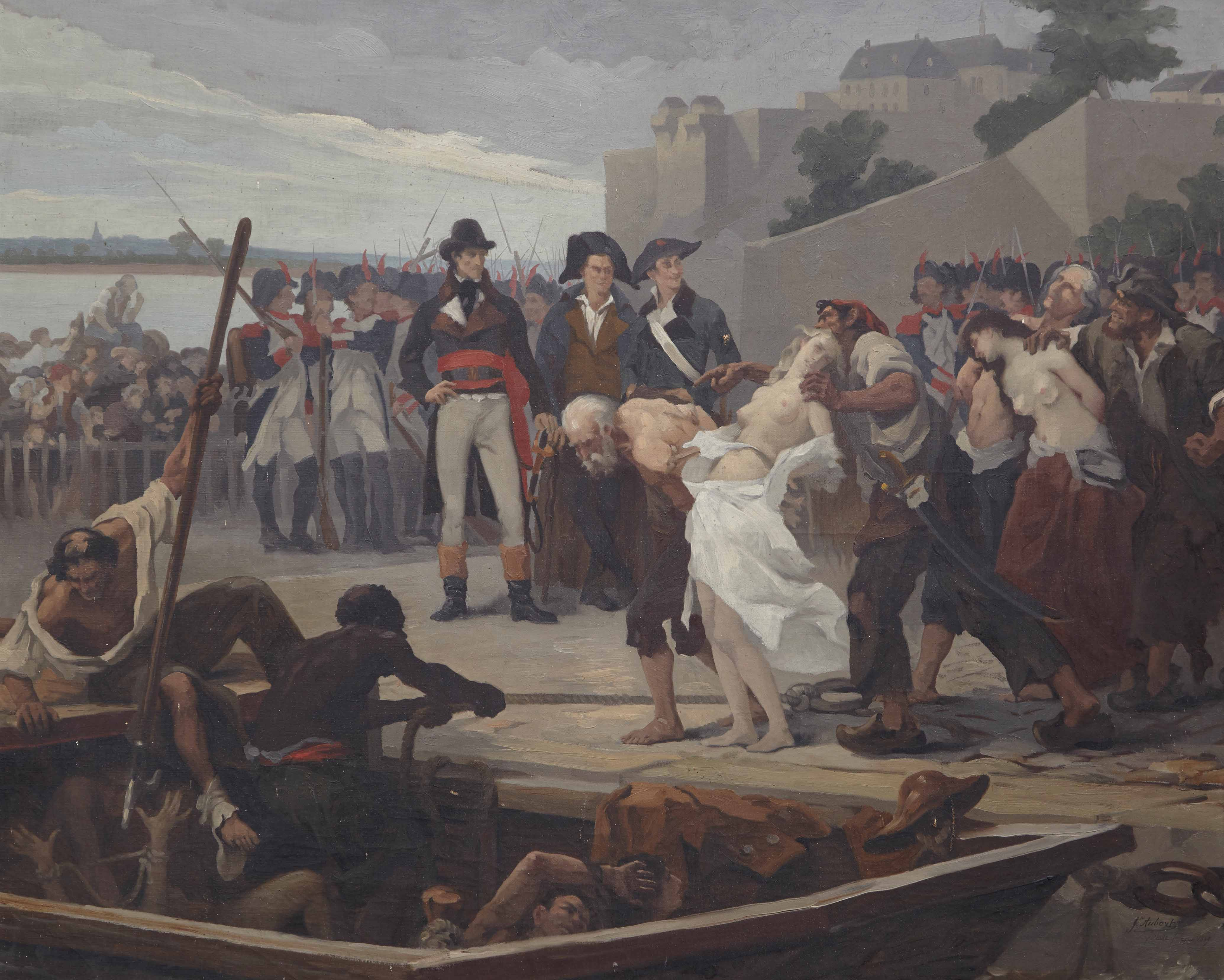
Els ofegaments de Nantes el 1793, pintura de Joseph Aubert, 1882.

El tercer ofegament, conegut com a Bouffay, és l'ofegament més conegut, gràcies a l'abundància de testimonis al respecte gràcies a la participació del comitè revolucionari de Nantes. Aquests testimonis van ser recollits després de la detenció dels membres del comitè el 12 de juny de 1794.
El 14 de desembre de 1793, a les vuit del vespre, un agent va entrar a la presó de Bouffay amb dos farcells de cordes i una ordre signada pel comitè per aplegar els 155 reclusos. La llista d'aquests 155 detinguts es va elaborar la nit del 4 de desembre durant una reunió d'òrgans administratius. Els presos d'aquesta llista pertanyen a totes les condicions socials; hi ha uns quants nobles i un gran nombre de presos de dret comú.
A les 9 del matí, els homes de la companyia Marat i del comitè revolucionari de Nantes dirigit per Goullin, Bachelier i Grandmaison van arribar a la presó. Als Marat Sans-culottes se'ls va servir primer menjar i beguda després "desferen els farcells de corda i es divertien lligant-se per saber qui seria el més hàbil en aquest tipus de treball".
A les 11 del matí, seguit d'homes armats, Gérardeaux, conegut com a "Joson", caixer de la presó de Saintes-Claires, va entrar al pati i va cridar fort per ser escoltat pels reclusos: "Vinga, aixeca't, fes els teus paquets, sense excepcions, no us oblideu de les carteres, això és el més important". Aleshores els Marats i els membres del comitè revolucionari van obrir les cel·les i van cridar els presos que apareixien a la llista; els recalcitrants són colpejats amb el pla del sabre.
Aquest tercer ofegament va costar la vida a cent vint-i-nou presoners, la nit del 14 al 15 de desembre de 1793 (24-25 Frimaire Any II). Dirigit per Jean-Jacques Goullin i Michel Moreau-Grandmaison, el "Marat" va arribar a la presó de Bouffay. La majoria d'aquests homes estan borratxos i ja no poden consultar les seves llistes, de manera que apleguen a l'atzar els presoners de les seves cel·les. A continuació, els lliguen de dos en dos a una pedra després de treure'ls els seus objectes personals i els seus diners. Embarcats en un avet, els torturats es van dirigir cap a aigües avall del Loira i el vaixell es va enfonsar una mica més enllà de Trentemoult, al final de l'illa de Cheviré.

### Ofegaments continuats
El 22 de desembre de 1793, es va llegir una carta de Carrier durant una reunió del Comitè de Seguretat Pública, transcrita aquí:
| « | "Carrier, representant del poble a l'exèrcit occidental, informa al Comitè que tot el continent i els pantans de la riba esquerra del Loira estan en poder de la República. Westermann va perseguir el nucli dels bandolers que havien anat a Châteaubriant; que aquesta banda va evacuar aquest lloc i va marxar cap a Savenay. Afegeix una paraula sobre el miracle del Loira que acaba d'engolir 360 contrarevolucionaris de Nantes; que des que van desaparèixer els exèrcits brigantinos han estat apallissats i els faltava de tot. | » |

Al voltant del 3 Nivôse any II, és a dir, el 23 de desembre de 1793, es va dur a terme una execució important amb dos vaixells a Chantenay. Això va ser informat durant el judici de Carrier per diversos testimonis, inclosos Fréteau i el tirador Wailly. Durant aquest ofegament van morir 800 persones, entre dones i nens. Entre els condemnats també hi havia molts alemanys, desertors de la Legió Germànica, que s'havien unit als Vendéans. En l'argot cínic dels soldats republicans, el mètode d'execució que consistia a lligar un home i una dona nus abans d'ofegar-los s'anomenava "matrimoni republicà".

### Ofegament de galiots
Del 29 de desembre de 1793 (9 Nivôse any II) al 18 de gener de 1794 (29 Nivôse any II), es van produir els "ofegaments dels galiotes", vaixells holandesos que van quedar a Nantes arran del bloqueig i que van ser traslladats per a l'ocasió a la presó del magatzem de cafè. És impossible dir si hi va haver dues o tres expedicions. Cada vegada es van barrejar entre dues-centes i tres-centes víctimes, homes, dones i nens. Sembla que l'ofegament final organitzat sota la direcció de Carrier, destinat a buidar la presó del magatzem de cafè, es va dur a terme la nit del 29 al 30 de gener de 1794 (10-11 pluviôse any II) i van implicar aproximadament uns quatre cents detinguts.

### L'ofegament de la badia de Bourgneuf
Un ofegament definitiu va tenir lloc el 23 de febrer de 1794 a la badia de Bourgneuf. En una carta datada l'1 d'octubre de 1794 i llegida a la Convenció, el comissari de guerra Bouquet denunciava aquest ofegament ordenat per l'ajudant general Lefebvre que hauria provocat la mort de 41 persones: dos homes, entre ells un vell cec de 78 anys, dotze. dones, dotze nenes i quinze nens, entre ells deu de 6 a 10 anys i cinc nadons al pit.

## Nombre estimat de víctimes
- segons Roger Dupuy, hi ha entre 7 i 11 ofegaments, amb 300 a 400 víctimes cada vegada[17]
- segons Jacques Hussenet, fins a 4,800 persones es van ofegar per ordre de Carrier, 2,000 altres persones potser van ser ofegades per ordre d'altres revolucionaris de Nantes[18]
- entre 1,800 i 4,000 persones moren ofegant-se segons Jean-Clément Martin[19]
- Alfred Lallié va estimar el nombre d'ofegats a 4,860[20] número pres per Hippolyte Taine[21]
- segons Reynald Secher, hi ha 4,800 víctimes, només per a la tardor 1793[22]
- per a Gaston Martin aproximadament 1,800, per a Fouquet 9,000, per a Mellinet 3,500[23]

A més, els ofegaments també van tenir conseqüències per a la població de Nantes, ja que els cadàvers van contaminar l'aigua del riu fins al punt que segons el municipi "s'ha de prendre una ordre policial per prohibir beure l'aigua del Loira, que els cadàvers tenen infectat" Els ofegaments van contribuir, doncs, a agreujar l'epidèmia de tifus a Nantes que començava a menjar-se els habitants de la ciutat.

## Tesi del genocidi de Vendée
Per a l'historiador Reynald Secher, autor de la polèmica obra El genocidi franco-francés: La Vendée-Vengé, aquestes massacres constitueixen un dels aspectes d'una política de Genocidi de la Vendée dels habitants de la Vendée decidit pel Comitè de Seguretat Pública i votat per la Convenció l'1 d'octubre de 1793, la denominació dirigida segons ell a tota la població.